# Homotoma xishuangana
Homotoma xishuangana är en insektsart som först beskrevs av Yang och Li 1984.  Homotoma xishuangana ingår i släktet Homotoma och familjen Homotomidae. Inga underarter finns listade i Catalogue of Life.